# On My Way (film)
On My Way (Elle s'en va) è un film del 2013 diretto da Emmanuelle Bercot.
La pellicola francese, con protagonista Catherine Deneuve, è stata presentata in concorso alla 63ª edizione del Festival di Berlino.

## Trama
Bettie è una ristoratrice sessantenne che vive in una cittadina della Bretagna con l'anziana madre. Vedova da molto tempo e con una figlia che non vede mai, quando la sua impresa entra in crisi e scopre che l'uomo con cui ha una relazione sta per portare sull'altare una donna molto più giovane, sale in macchina e inizia un viaggio senza una meta precisa. Tra incontri casuali, un ritrovo di ex regine di bellezza, il riavvicinamento con la figlia e la scoperta di un nipote, Bettie potrà ritrovare la voglia di vivere.

## Produzione

### Riprese
Le riprese sono state effettuate soprattutto nel Finistère, nei comuni di Tourch e Le Trévoux, e nel Morbihan, a La Roche-Bernard, Quistinic e Auray. Altre sequenze sono state girate a Menthon-Saint-Bernard nell'Alta Savoia e Izieu nel dipartimento dell'Ain.

## Distribuzione
Dopo l'anteprima del 15 febbraio 2013 al Festival di Berlino, il film è stato presentato il 14 giugno al Festival du film de Cabourg e il 16 giugno allo Champs-Elysées Film Festival di Parigi.
Il 30 luglio 2013 è uscito nelle sale francesi e in seguito è stato proiettato in molti altri festival internazionali, tra cui il Film by the Sea di Flessinga (14 settembre), il BFI London Film Festival (10 ottobre), il Festival internazionale del cinema di Dubai (11 dicembre), l'Hong Kong International Film Festival (30 marzo 2014) e lo Zurigo Film Festival (24 settembre 2015).

### Date di uscita
- Francia (Elle s'en va) - 30 giugno 2013
- Belgio (On My Way) - 18 settembre 2013
- Finlandia (Bettien matka) - 11 ottobre 2013
- Danimarca (Betties tur) - 17 ottobre 2013
- Spagna (El viaje de Bettie) - 31 ottobre 2013
- Paesi Bassi (On My Way) - 31 ottobre 2013
- Norvegia (Bettie's reise) - 1 novembre 2013
- Svezia (Betties resa) - 1 novembre 2013
- Ungheria (Bettie-mobil) - 14 novembre 2013
- Australia (On My Way) - 28 novembre 2013
- Brasile (Ela Vai) - 20 dicembre 2013
- Estonia (On My Way) - 10 gennaio 2014
- Germania (Madame empfiehlt sich) - 13 febbraio 2014
- USA (On My Way) - 14 marzo 2014
- Argentina (Ella se va) - 17 aprile 2014
- Nuova Zelanda (On My Way) - 8 maggio 2014
- Portogallo (Ela Está de Partida) - 29 maggio 2014
- Slovenia (Bettie gre) - 8 ottobre 2014
- Cile (Ella se va) - 12 marzo 2015
- Perù (El viaje de Bettie) - 16 luglio 2015

## Accoglienza

### Incassi
Il film ha incassato complessivamente $3.522.458, di cui 2.483.526 in Francia e 317.324 negli Stati Uniti, a fronte di un budget di circa 6 milioni di euro (circa $6.400.000).

### Critica
Il sito Metacritic assegna al film un punteggio di 60 su 100 basato su 17 recensioni, mentre il sito Rotten Tomatoes riporta l'83% di recensioni professionali con un giudizio positivo, con un voto medio di 6,5 su 10.
Doris Toumarkine di Film Journal International ha definito il film «chiaro, sensibile e piacevole, con la Deneuve al top della forma», mentre secondo Michael Atkinson di The Village Voice «riesce ad essere un film moderatamente allegro, perché il suo realismo è paziente e inclusivo».
Di diverso avviso Rex Reed del New York Observer, che ha giudicato il film «spiacevolmente noioso... un veicolo artificioso per l'icona Catherine Deneuve», così come Brian Tallerico del sito RogerEbert.com: «La leggenda vivente non ha certamente molta colpa per questo fiasco, ma non è in grado di gestire il duro lavoro richiesto da una sceneggiatura e una regia che appaiono sfocate come la protagonista per almeno un'ora».
In generale la critica ha comunque elogiato la prova della protagonista, come Ben Sachs del Chicago Reader («elegante come sempre»), Stephanie Merry del Washington Post («queste serie di vignette lasciano ancora un'impronta, in gran parte grazie alla Deneuve») e Louise Keller di Urban Cinefile, secondo cui «la straordinaria performance di Catherine Deneuve è il punto culminante di questo appassionato road movie».

## Riconoscimenti
- 2013 - Festival internazionale del cinema di Berlino
  - Candidatura all'Orso d'oro per il miglior film
- 2013 - Festival du film de Cabourg
  - Premio "Colpo al cuore" per la miglior attrice a Catherine Deneuve
- 2013 - Premio Louis-Delluc
  - Candidatura a miglior film
- 2014 - Premio César
  - Candidatura per la miglior attrice a Catherine Deneuve
  - Candidatura per la migliore promessa maschile a Nemo Schiffman
- 2014 - Premio Lumière
  - Candidatura per la miglior attrice a Catherine Deneuve